# Martin Mull

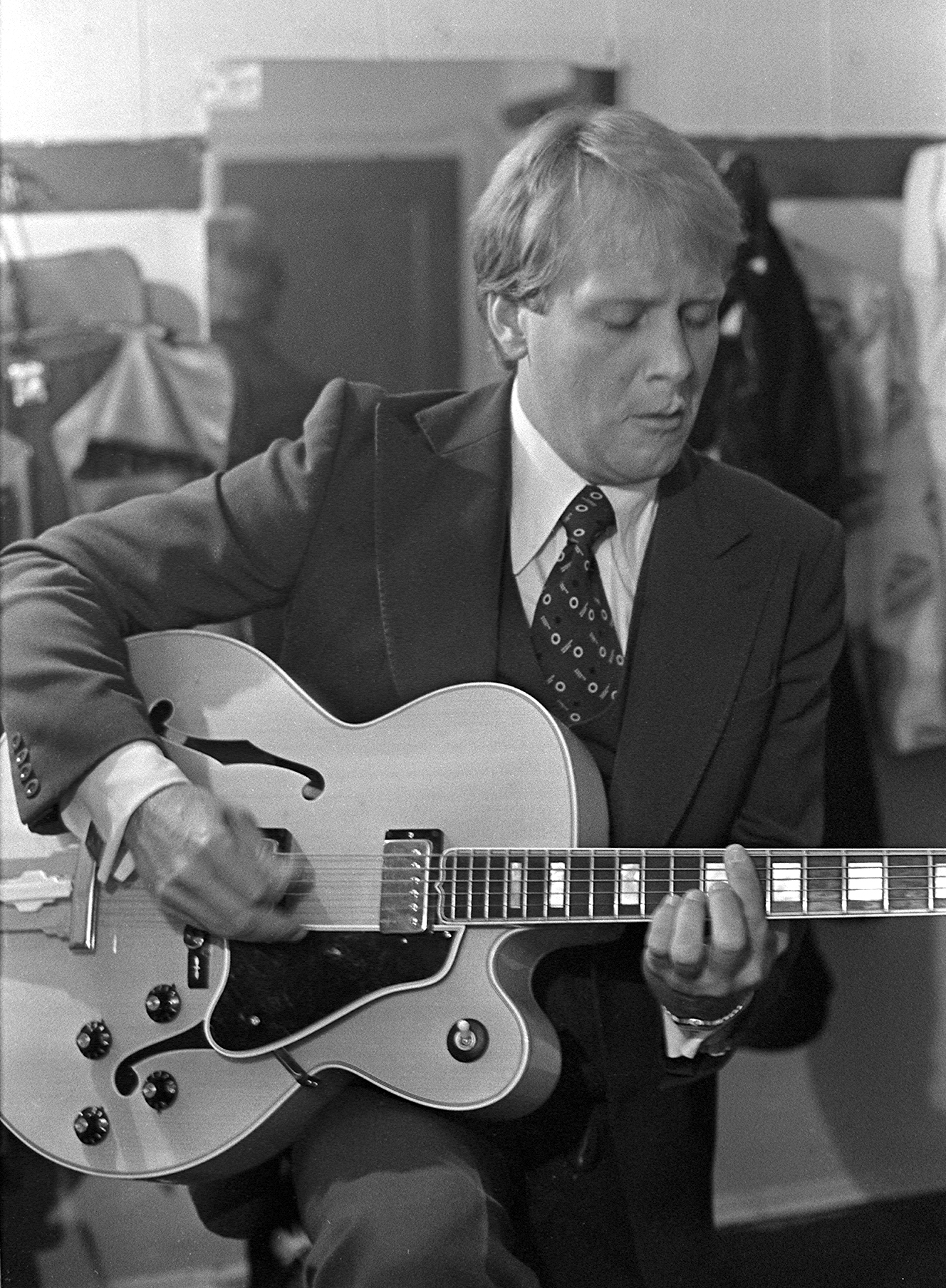
Martin Mull (1976)

Martin Eugene Mull (* 18. August 1943 in Chicago, Illinois; † 27. Juni 2024 in Los Angeles, Kalifornien) war ein US-amerikanischer Schauspieler, Comedian und Maler.

## Leben
Er wuchs in North Ridgeville, Ohio, auf und studierte an der Rhode Island School of Design, wo er 1967 den Abschluss machte.
Mull war seit 1982 mit der Musikerin Wendy Haas verheiratet. Er starb im Juni 2024 nach langer Krankheit in seinem Zuhause in Los Angeles im Alter von 80 Jahren.

## Karriere
Martin Mull begann seine Karriere als Stand-up Comedian und spielte seine erste große Rolle in den Jahren 1976 und 1977 in der Comedy-Serie Mary Hartman, Mary Hartman, einer Parodie auf amerikanische Seifenopern. Er spielte in Filmen wie Mrs. Doubtfire – Das stachelige Kindermädchen oder Mr. Mom mit und hatte Dauerrollen in Fernsehserien wie Roseanne und Sabrina – Total Verhext!. Außerdem trat er regelmäßig in der Spielshow Hollywood Squares auf. Von 2013 bis 2014 spielte er eine Hauptrolle in der Sitcom Dads.
Sein Schaffen umfasst mehr als 140 Produktionen. 1985 wurde er mit einem CableACE Award ausgezeichnet.

## Filmografie

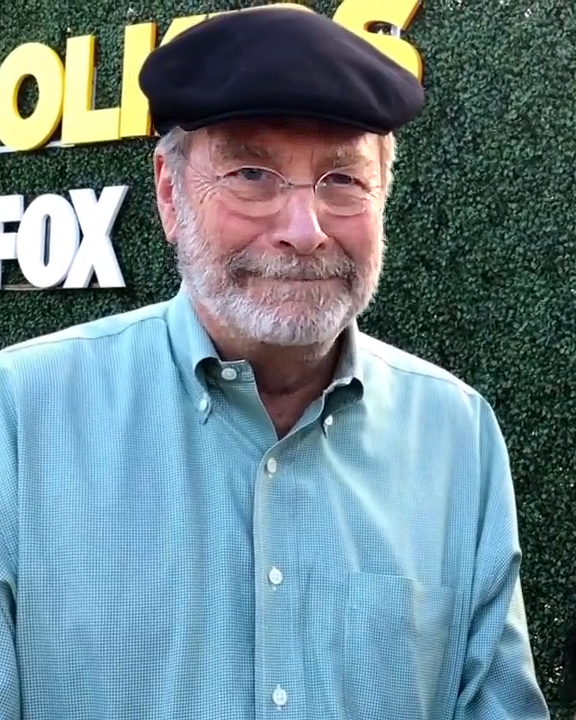
Martin Mull (2018)

### Filme
- 1978: FM
- 1978: A Different Approach (Kurzfilm)
- 1980: Crazy Family – Eine total verrückte Familie (Serial)
- 1980: Die Schulhofratten von Chicago (My Bodyguard)
- 1981: Ein Senkrechtstarter kratzt die Kurve (Take This Job and Shove It)
- 1983: Mr. Mom
- 1984: Schweinebande (Growing Pains)
- 1985: Alle Mörder sind schon da (Clue)
- 1986: Die Frau vom Boß (The Boss Wife)
- 1990: Highway Chaoten (Think Big)
- 1993: Mrs. Doubtfire – Das stachelige Kindermädchen (Mrs. Doubtfire)
- 1994: Abenteuer auf der Wildwasser-Ranch (How the West Was Fun)
- 1996: Versprochen ist versprochen (Jingle All the Way)
- 1998: Familie Robinson aus Beverly Hills (Beverly Hills Family Robinson)
- 2004: A Boyfriend for Christmas
- 2010: Kiss & Kill
- 2018: Eine dumme und nutzlose Geste (A Futile and Stupid Gesture)

### Serien
- 1979: Taxi (Folge 21)
- 1990: Golden Girls (Folge 132)
- 1991: Parker Lewis – Der Coole von der Schule (Parker Lewis Can’t Lose, 1 Folge)
- 1991–1997: Roseanne (46 Folgen)
- 1997–2000: Sabrina – Total Verhext! (Sabrina, the Teenage Witch, 73 Folgen)
- 2001–2002: The Ellen Show
- 2004: Arrested Development
- seit 2005: American Dad
- 2006–2010: Ehe ist… (Til Death)
- 2005–2007: Familienstreit de Luxe (Hinterm Sofa an der Front)
- 2008: Law & Order: Special Victims Unit (Folge 10x05)
- 2008–2013: Two and a Half Men (6 Folgen)
- 2004–2007: Danny Phantom
- 2011: Mad Love (Folge 1.13)
- 2013: Psych (1 Folge)
- 2013–2014: Dads (19 Folgen)
- 2015–2016: Life in Pieces (2 Folgen)
- 2016: Veep – Die Vizepräsidentin (Veep, 4 Folgen)
- 2017: Navy CIS: L.A. (1 Folge)
- 2017: I’m Sorry (4 Folgen)
- 2022: Grace and Frankie (Folge 7x13)
- 2022: Maggie (1 Folge)
- 2023: Noch nicht ganz tot (Not Dead Yet, 3 Folgen)